# Санько, Галина Захаровна
Галина Захаровна Санько́ (1904—1981) — советский фотограф, участница Великой Отечественной войны.

## Биография

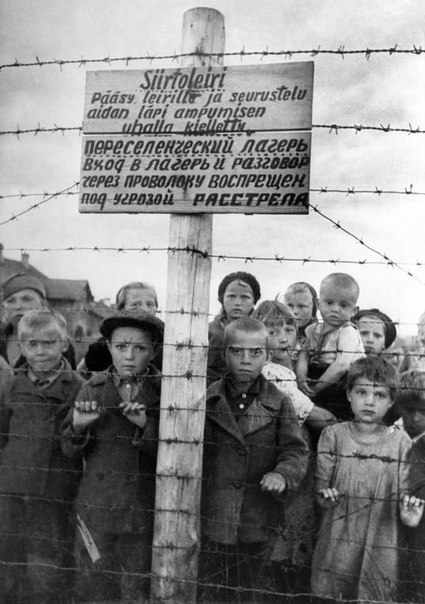
Узники фашизма

После окончания курсов фотографов в Москве, начала работать в редакции газеты «Водный транспорт». В качестве фотографа участвовала в арктической экспедиции ледокола «Красин» в начале 1930-х, фотографировала в Заполярье, на Камчатке, на Командорских островах.
В 1941 году добровольцем ушла на фронт, служила фотокорреспондентом в журнале «Фронтовая иллюстрация». Дважды была тяжело ранена, получила контузию.
Снимок Галины Санько «Узники фашизма» (финский концлагерь в Петрозаводске) был представлен на Нюрнбергском процессе как свидетельство преступлений фашизма.
После окончания Великой Отечественной войны работала в журнале «Огонёк».
На международной выставке «Интерпрессфото-66» её фотографии «Узники фашизма» и «Двадцать лет спустя» получили Золотые медали. В 1968 году на выставке в Париже за серию фотографий финских концлагерей в Петрозаводске Галина Санько получила гран-при.

## Семья
Муж — Александр Орлинский (1892—1938), советский журналист, театральный критик, был репрессирован и расстрелян, реабилитирован в 1956 году.